# アクバー提督
ギアル・アクバー（Gial Ackbar）は、アメリカ合衆国のSF映画『スター・ウォーズ』シリーズに登場するキャラクター。

## 概要
惑星モン・カラマリ出身の、惑星と同名のエイリアン種族モン・カラマリ。魚を思わせる頭の左右にせり出した巨大な目と褐色の頭部、大きな口とヒゲ（触手）が特徴の非人間型宇宙人で、水中と陸上の両方で活動できる。反乱同盟軍を指揮し、帝国軍との数多くの戦闘を最後まで戦った戦略家だった。『スター・ウォーズ エピソード6/ジェダイの帰還』に初登場し、以降も小説・漫画などのスピンオフ作品に描かれ知名度を上げた。ただし、『ジェダイの帰還』公開前に発行されたコミック・ストリップには既に反乱同盟軍のメンバーとして姿が描かれている。
ファンの間では一定の人気があり、1998年の人気投票では「スター・ウォーズ・サーガの最終作に登場した最も視覚的に印象深いキャラクター」として16位にランクインしている。また、『ジェダイの帰還』で発した「It's a trap!（罠だ!）」の台詞はアクバーの代名詞となっている。なお、ファースト・ネームの「ギアル」は2012年4月発行の『The Essential Guide to Warfare』が初見であり、それまでは「アクバー提督」が正式な名称だった。名前はスピンオフ・シリーズに登場したモン・カラマリ選出の元老院議員ギアル・ガハンに由来している。

## 劇中の活躍

### 経歴
惑星モン・カラ（モン・カラマリ、ダック）の浮遊都市に生まれる。銀河共和国時代はモン・カラマリのコーラル・デフス・シティの市長を務めていた。リー＝チャー王が銀河帝国の突きつけた不平等条約の締結を拒否した事から帝国軍による侵略を受けた際には防衛軍を指揮して抵抗するも敗北し、モン・カラマリは占領されてしまう。リー＝チャー王は捕縛されてモン・カラマリの主要都市もことごとく破壊され、辛うじて生き残ったモン・カラマリも多くが奴隷として帝国軍に強制連行された。アクバーは同じく防衛軍の指揮官を務めていたラダスと共にモン・カラマリの浮遊都市全体を宇宙船としたシティ＝シップに多くのモン・カラマリを載せて惑星を脱出した。
やがてアクバーは反乱同盟軍に参加し、シティ＝シップを改修した戦艦モン・カラマリ・スター・クルーザーを供出。反乱同盟軍の最高指導者モン・モスマにより提督に任命された。『スター・ウォーズ エピソード4/新たなる希望』以後は、反乱同盟軍の基地建設と艦隊指揮任務を与えられた。『ジェダイの帰還』直前には反乱同盟軍の艦隊総司令官に就任しており、同時にモン・モスマの軍事顧問を務めていた。

### オリジナル・トリロジー（旧三部作）
エンドアの戦いでは、モン・モスマと協議して反乱同盟軍艦隊を率いて第二デス・スター攻撃作戦の陣頭指揮をとる。アクバーはモン・カラマリ・スタークルーザー「ホーム・ワン」に乗艦してミレニアム・ファルコンに搭乗したランド・カルリジアンと共にデス・スター攻撃と対帝国軍艦隊戦を指揮し、ハン・ソロ率いる地上部隊がエンドアのシールド発生施設の破壊作戦を遂行した。しかし、一連の作戦は皇帝パルパティーンに把握されていたため、万全の迎撃態勢を整えていたスーパー・スター・デストロイヤー、スター・デストロイヤー以下の帝国軍艦隊の猛攻にさらされ、作戦は思うように進まなかった。アクバーは一時撤退を考えるが、カルリジアンの提言を受け入れ作戦の続行を決断し、最終的に第二デス・スターの破壊に成功し、帝国はパルパティーンを失うなど深刻な打撃を負った。

### シークエル・トリロジー（続三部作）
残存帝国軍との銀河協定締結後に退役するが、締結後に台頭したファースト・オーダーに対抗するため、レイア・オーガナに請われてレジスタンスに参加する。『スター・ウォーズ/フォースの覚醒』では、惑星ディカーのレジスタンス基地でスターキラー基地攻略作戦の指揮をとった。『スター・ウォーズ/最後のジェダイ』で、ディカー基地からの撤退作戦中に巡洋艦「ラダス」のブリッジにTIEファイターの攻撃を受けて戦死した。なお、『スター・ウォーズ/スカイウォーカーの夜明け』では彼の息子であるアフタブ・アクバーが登場している。

### クローン・ウォーズ
『スター・ウォーズ/クローン・ウォーズ』ではモン・カラマリ軍の指揮官（大佐）として登場する。アクバーはモン・カラマリ王が暗殺された後、アナキン・スカイウォーカーやアソーカ・タノと協力してリー＝チャー王子を保護し、独立星系連合との戦闘を指揮した。

### スピンオフ（レジェンズ）
銀河帝国時代、アクバーは帝国の侵略により奴隷として連行され、ターキン総督の通訳兼使用人として使役された。ターキンに仕える傍ら、アクバーは帝国軍の優れた軍事技術と戦略を積極的に吸収し、その過程でデス・スターと反乱同盟軍の存在を知った。そして反乱同盟軍によるターキン艦隊襲撃未遂事件の際に救出されて反乱同盟軍に参加し、母星にモン・カラマリ・スター・クルーザーを供出するように働き掛け、これを実現させた他、Bウイングの設計・開発も主導している。
『ニュージェダイオーダーシリーズ』では新共和国の暫定評議会メンバーとして建国宣言に署名している。シリーズ開始時点では引退していたが、ユージャン・ヴォングの侵略に対抗するため新共和国軍に復帰する。最終巻の『スター・ウォーズ 統合』では、戦争終結直前に老衰で死去している。

## 造形
『ジェダイの帰還』では撮影場面に応じて上半身のみの人形と顔面マスクが使用され、会話シーンではティモシー・ローズが人形の中に入り口を動かし、マイク・クインがリモートで目を操作していた。また、全身を映すシーンではローズがマスクと衣装を着て演技し、クインがリモートで口を操作した。アクバーの造形は1980年代当時の技術では最高レベルの水準だったが、ジョージ・ルーカスは満足しておらず、造形は技術的問題による妥協の結果と考えていた。ルーカスは『スター・ウォーズ エピソード3/シスの復讐』で登場したモン・カラマリに使用したアニマトロニクスに感銘を受け、『ジェダイの帰還』のアクバーをアニマトロニクスを使用して再編集することを検討したが、最終的に見送っている。
ローズは当初、ジャバ・ザ・ハットの宮殿に登場するエイリアンの操作を担当していたが、人形を保管している倉庫の中でアクバーの人形を見付け、フィル・ティペットにアクバーの操作をできるか尋ねた。彼はアクバーを「ハットの宮殿にいるエイリアンの一人」と思っており、劇中の役割については詳しく知らなかったが、アクバーの造形を気に入って操作を希望したという。なお、顔の造形が醜いので不採用の意見もあったが、ルーカスは「善人が美形と限らないのは子供たちへのメッセージになる。」と起用した。
アクバーの声はエリック・バウアーズフェルドが担当していた。バウアーズフェルドはアクバーの造形を見てイメージを固めたうえで録音作業に臨み、録音には1時間程度かかったという。彼は『ジェダイの帰還』以後のゲーム作品や『フォースの覚醒』でもアクバーの声優を務めたが、2016年4月に死去した。その後はトム・ケインが声を担当している。

## 日本語吹き替え
- 田村錦人 - 日本テレビ版『エピソード6』
- 藤本譲 - 『エピソード6〜8』、アニメ『クローン・ウォーズ』『フリーメーカーの冒険』、東京ディズニーランド『スター・ツアーズ:ザ・アドベンチャーズ・コンティニュー』
- 阪脩 - ゲーム『スター・ウォーズ ローグ スコードロン II』
- 伊藤健太郎 - アニメ『ロボット・チキン』
- 後藤光祐 - アニメ『ヨーダ・クロニクル』『ドロイド・テイルズ』『リビルド・ザ・ギャラクシー』、ゲーム『レゴ スカイウォーカー・サーガ』
- 間宮康弘 - アニメ『パダワン・メナス』、ゲーム『レゴ フォースの覚醒』
- 稲葉実 - ゲーム『バトルフロントII (2017)』